# Na Na
"Na Na" é uma canção do cantor de R&B e Hip Hop estadunidense Trey Songz lançada em 21 de janeiro de 2014. A música foi produzida por DJ Mustard, e foi lançada como primeiro single de seu sexto álbum de estúdio Trigga (2014), que foi lançado em 1 de julho de 2014.

## Musica e vídeo
Em 13 de março de 2014, Trey Songz lançou o videoclipe oficial de "Na Na" que conta com a participação das WWE Divas e das The Bella Twins.

## Lista de faixas
| Descarga digital |         |         |  |
| N.º              | Título  | Duração |  |
| 1.               | "Na Na" | 3:51    |  |

## Desempenho nas paradas
Gráficos semanais
| Paradas (2014)                                | Melhor posição |
| --------------------------------------------- | -------------- |
| Austrália (ARIA)                              | 83             |
| Austrália (ARIA Hitseekers)                   | 6              |
| Austrália (ARIA Urban)                        | 12             |
| Bélgica (Ultratip Bubbling Under de Flandres) | 18             |
| Bélgica (Ultratop Flanders Urban)             | 18             |
| Bélgica (Ultratip Bubbling Under da Valônia)  | 2              |
| Canadá (Canadian Hot 100)                     | 94             |
| Escócia (Scottish Singles Chart)              | 36             |
| Estados Unidos (Billboard Hot 100)            | 21             |
| Estados Unidos (Billboard R&B/Hip-Hop Songs)  | 5              |
| Estados Unidos (Billboard Mainstream Top 40)  | 28             |
| Estados Unidos (Billboard Rhythmic)           | 1              |
| França (SNEP)                                 | 21             |
| Reino Unido (UK Singles Chart)                | 20             |
| Reino Unido (OCC UK R&B)                      | 3              |

## Certificações
| País                  | Certificação | Vendas  |
| --------------------- | ------------ | ------- |
| Estados Unidos (RIAA) | Ouro         | 500,000 |

## Histórico de lançamento
| País           | Data                  | Formato                | Gravadora                                |
| -------------- | --------------------- | ---------------------- | ---------------------------------------- |
| Estados Unidos | 21 de janeiro de 2014 | Digital download       | Songbook Entertainment, Atlantic Records |
| Estados Unidos | 6 de Maio de 2014     | Contemporary hit radio | Songbook Entertainment, Atlantic Records |